# Zwarte kardemom
Zwarte kardemom (Amomum subulatum) is een kruidachtige plant uit de gemberfamilie. De soort komt voor in Zuidoost-Azië en wordt vooral verbouwd in Nepal en de Indiase deelstaat Sikkim.
De zaden en zaaddozen worden vaak in de Indiase en Pakistaanse keuken gebruikt. Zwarte kardemom heeft een warme kamferachtige smaak en een rokerig aroma.

## Zie ook

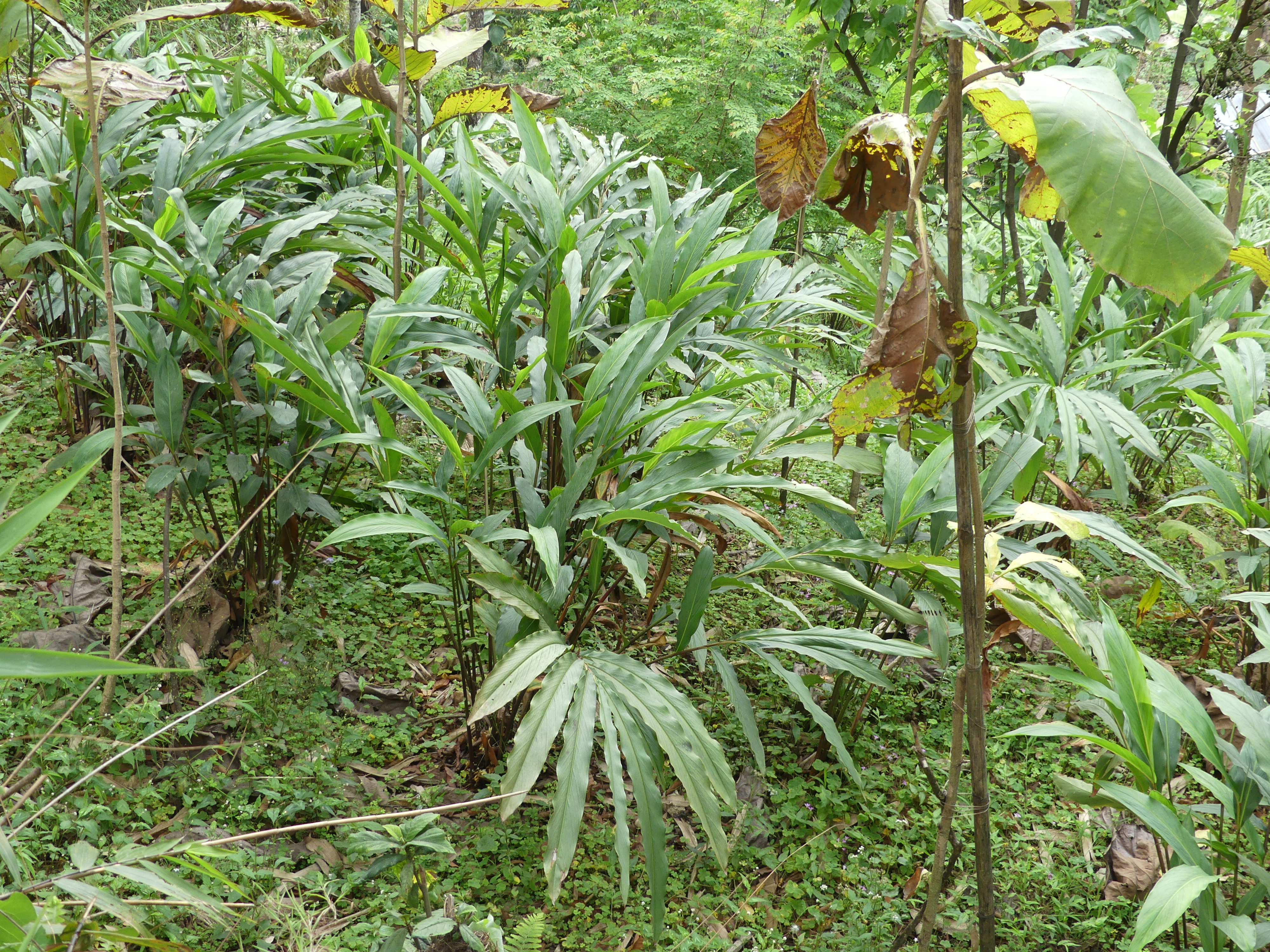
Planten
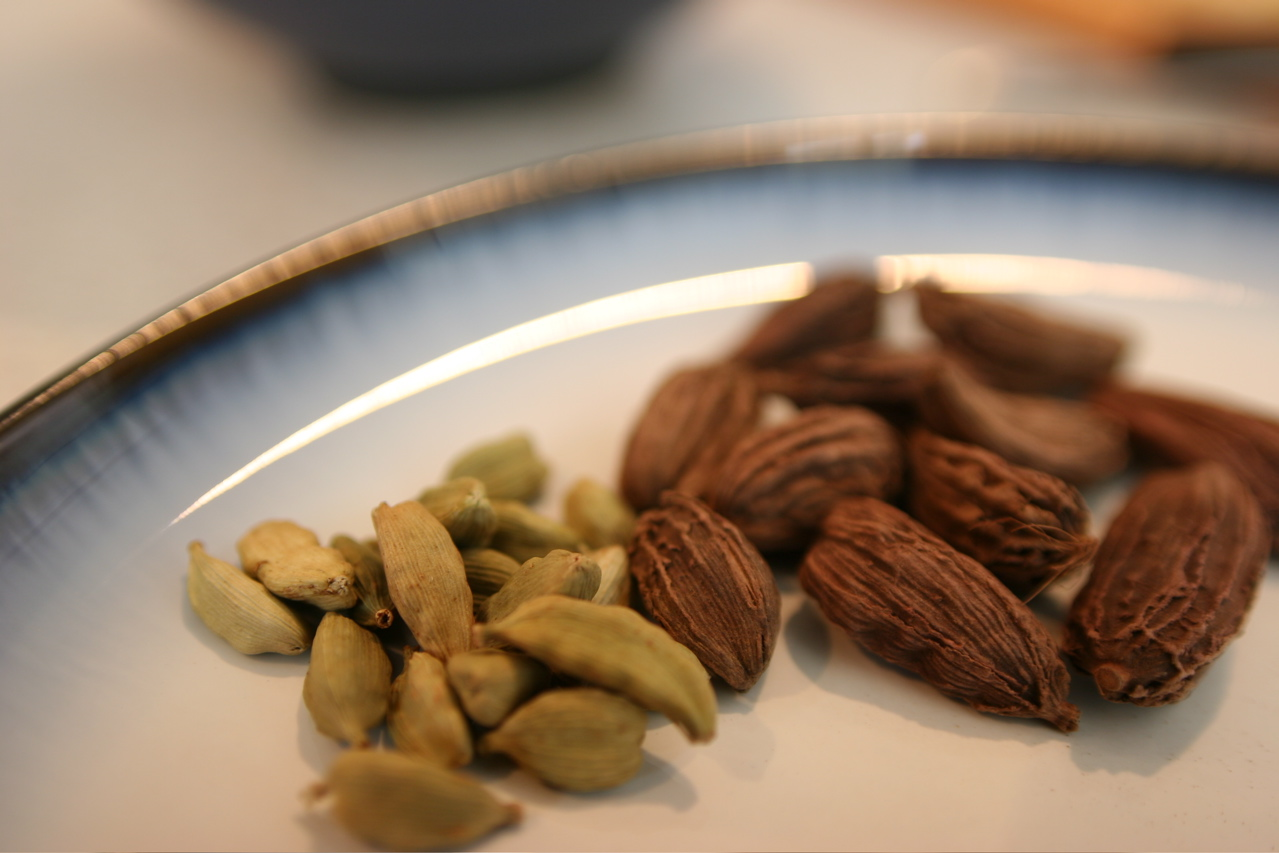
Links de vruchten van de (groene) kardemom en rechts de vruchten van de zwarte kardemom
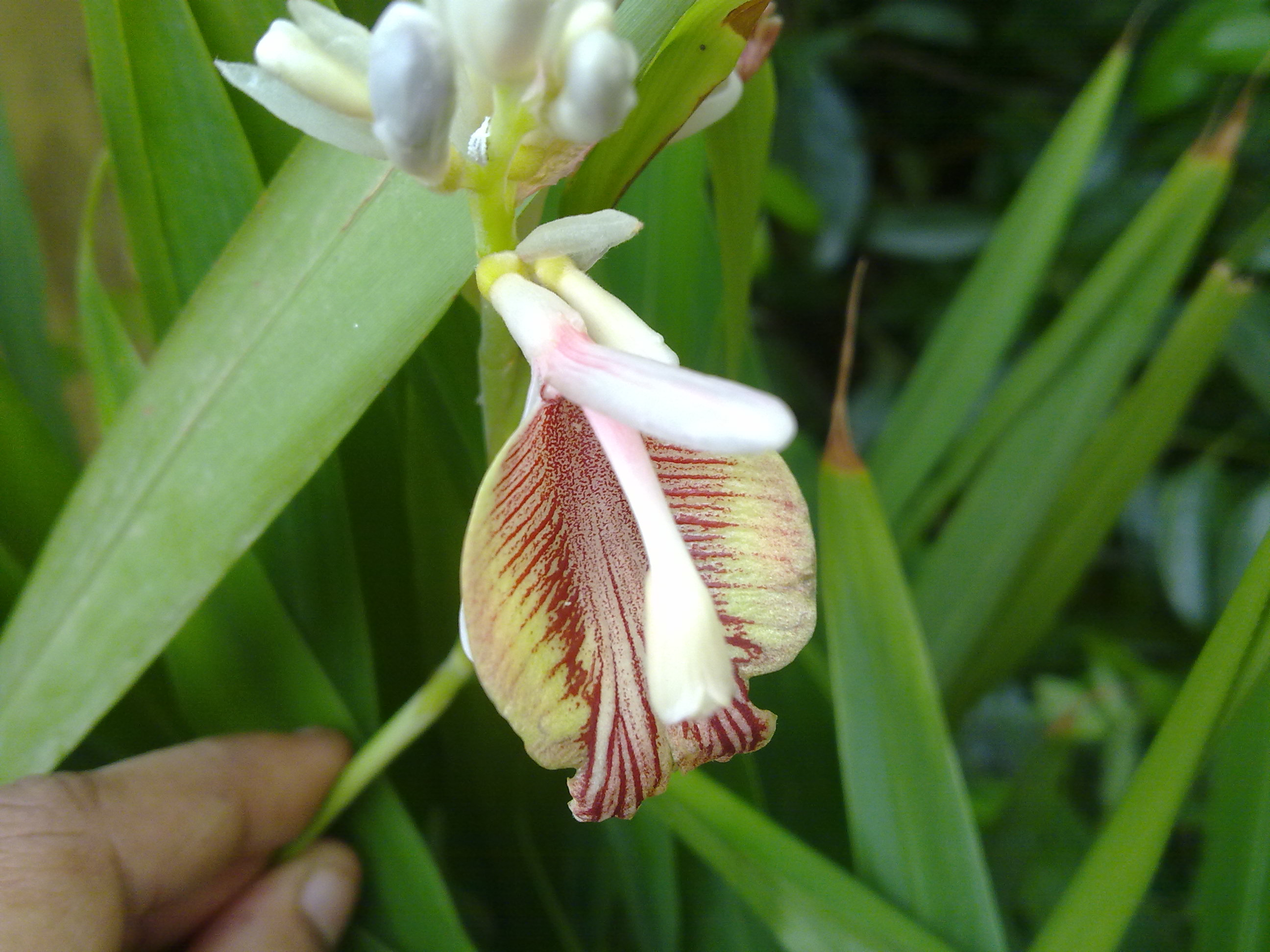
Zygomorfe bloem